# Ramon Llorens
 (septembre 2014).
Si vous disposez d'ouvrages ou d'articles de référence ou si vous connaissez des sites web de qualité traitant du thème abordé ici, merci de compléter l'article en donnant les références utiles à sa vérifiabilité et en les liant à la section « Notes et références ».
Ramon Llorens Pujadas, né le 1er novembre 1906 à Barcelone (Catalogne, Espagne) et mort le 4 février 1985 dans la même ville, est un footballeur espagnol qui jouait au poste de gardien de but avec le FC Barcelone. Il a aussi été entraîneur.

## Biographie

Le FC Barcelone, vainqueur de la Coupe d'Espagne de 1928. Debout : Forns (entr.), Mas, Castillo, Llorens, Walter, Guzmán, Carulla et Platko. Assis : Piera, Sastre, Samitier, Arocha et Sagi.

Né dans le quartier barcelonais de Poble Sec, Ramon Llorens arrive en 1921, âgé de 15 ans, au FC Barcelone où il joue durant toute sa carrière. Llorens n'est pas le titulaire indiscutable au poste de gardien en raison de la présence de joueurs aussi doués que Franz Platko et plus tard Juan José Nogués. Llorens est un des protagonistes de la finale à répétition de la Coupe d'Espagne de 1928.
En 1933, le club ne renouvelle pas son contrat mais Llorens décide de continuer à jouer sans être payé jusqu'en 1936. Il joue en tout 142 matchs avec le Barça. 
Il s'intègre ensuite au staff technique et il découvre des talents comme Gustavo Biosca et Eduardo Manchón. Il entraîne le FC Barcelone après Enrique Fernández Viola et avant l'arrivée de Ferdinand Daucik.
Le 15 juin 1952 a lieu au stade de Les Corts un match d'hommage à Ramon Llorens entre le Barça et l'OGC Nice.

## Palmarès
- Champion d'Espagne en 1929 avec le FC Barcelone
- Vainqueur de la Coupe d'Espagne en 1922, 1925, 1926 et 1928 avec le FC Barcelone